# 강진웅
강진웅(1985년 5월 1일 ~ ) 은 전 축구 선수이며 지도자이다.